# جون مونرو (لاعب كرة قاعدة)
جون مونرو (بالإنجليزية: John Monroe)‏ هو لاعب كرة قاعدة أمريكي، ولد في 24 أغسطس 1898 في فارمرزفيل في الولايات المتحدة، وتوفي في 19 يونيو 1956 في كونروي في الولايات المتحدة.